# Luneta (architektura)

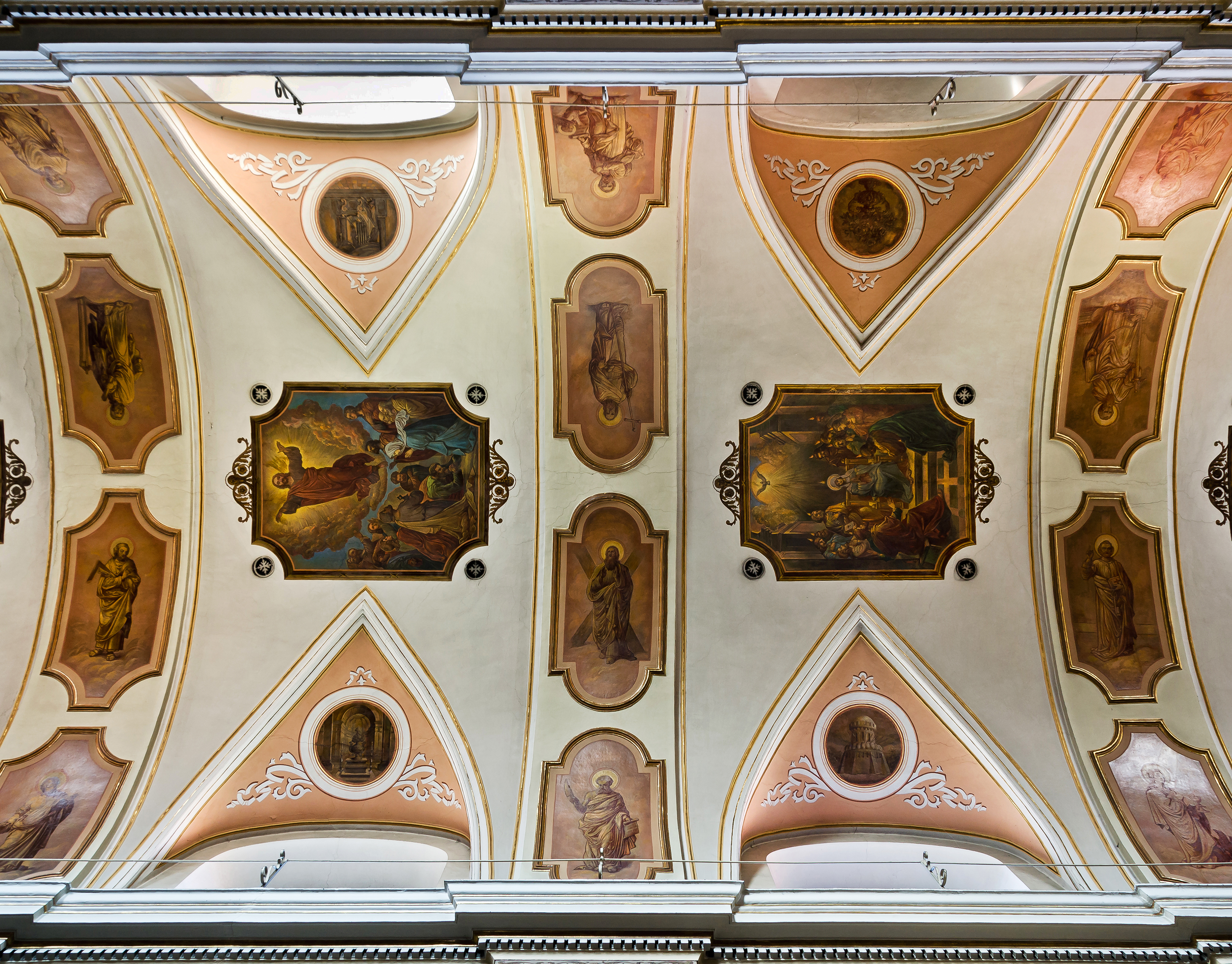
Barokowe sklepienie kolebkowe z lunetami

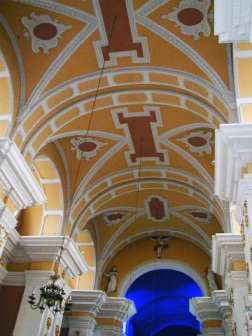
Sklepienie kolebkowe z lunetami

Luneta (fr.: lunette) – element sklepienia w postaci poprzecznej kolebki przenikającej się z kolebką sklepienia głównego w celu umożliwienia wykonania okna lub drzwi w ścianie powyżej wezgłowia sklepienia. 
Lunety mają najczęściej przekrój kolebkowy, czasem też kulisty, stożkowy lub elipsoidalny. W okresie renesansu sklepienia kolebkowe z lunetami były często stosowane dla urozmaicenia wnętrza i zmiany obciążenia przekazywanego na ściany z równomiernie rozłożonego na skupione (dawało to możliwość bardziej swobodnego kształtowania przestrzeni).
Luneta to również jeden z rodzajów szańca występującego w fortyfikacjach bastionowych.